# Perdigó
Perdigó fue un trovador provenzal del siglo XIII, hijo de un pobre pescador de Gévaudan.
Fue protegido del delfín de Auvernia, cuya corte abandonó, pasando a Cataluña y Aragón, donde le favoreció Pedro II de Aragón. Al comenzar las desavenencias entre la casa de Toulouse y la Santa Sede, se trasladó Perdigó a Roma junto con Guillermo de Baucio, príncipe de Orange, Folquet de Marseille, obispo de Toulouse y el abad de Cister, para excitar el odio del Papa, siendo fruto de esta embajada la predicación de la cruzada contra los albigenses. Incitado por Folquet, regresó a Provenza y alentó con sus cantos el entusiasmo de los cruzados.
Según se lee en la Vida de los trovadores, cuando los albigenses perdieron en los campos de Muret, Perdigó entonó un canto de victoria. Debido a los estragos de la Cruzada albigense, se dice que entró en la abadía de Silvabella, de la orden del Cister, donde se piensa que murió, pero no hay pruebas de ello. El supuesto canto en serventesios que compuso contra los albigenses no existe y lo que nos resta de dicho trovador ha sido publicado por Raynouard (Choix des troubadours), por Rochegude (Parnasse Occitanique) y por H.J.Chaytor (Les chansons de Perdigon).
El libro, The Life, Poetry, and Music of the Provençal Troubadour Perdigon (NY: Mellen Press, 2013) escrito por la Dra. Luisa Marina Perdigó, contiene traducciones anotadas de los poemas del trovador del provenzal al inglés y al español, estudios a fondo de sus valiosos poemas y melodías, establece a Perdigon como escritor de gran influencia en otros escritores europeos de la época, y habla de la polémica sobre el dudoso contenido y erratas en sus diferentes vidas. 